# Ільмала (депо)
60°12′45″ пн. ш. 24°55′33″ сх. д. / 60.2125° пн. ш. 24.9258° сх. д.
Депо Ільмала (фін. Ilmalan varikko) — залізничне депо, яке належить і управляється VR Group у Північній Пасілі, Гельсінкі. 
Розташоване на захід від розподільчого центру Posti, на південь від Гакамяєнтіє, на схід від Ветурітіє та на північ від зони розбудови Постіпуїсто. 
Вся площа депо становить приблизно 60 га і містить 65 км рейок. 
У депо працює близько 800 осіб. 
 
Депо обслуговує більшість міжміського рухомого складу VR і весь рухомий склад приміської залізниці. 

## Опис

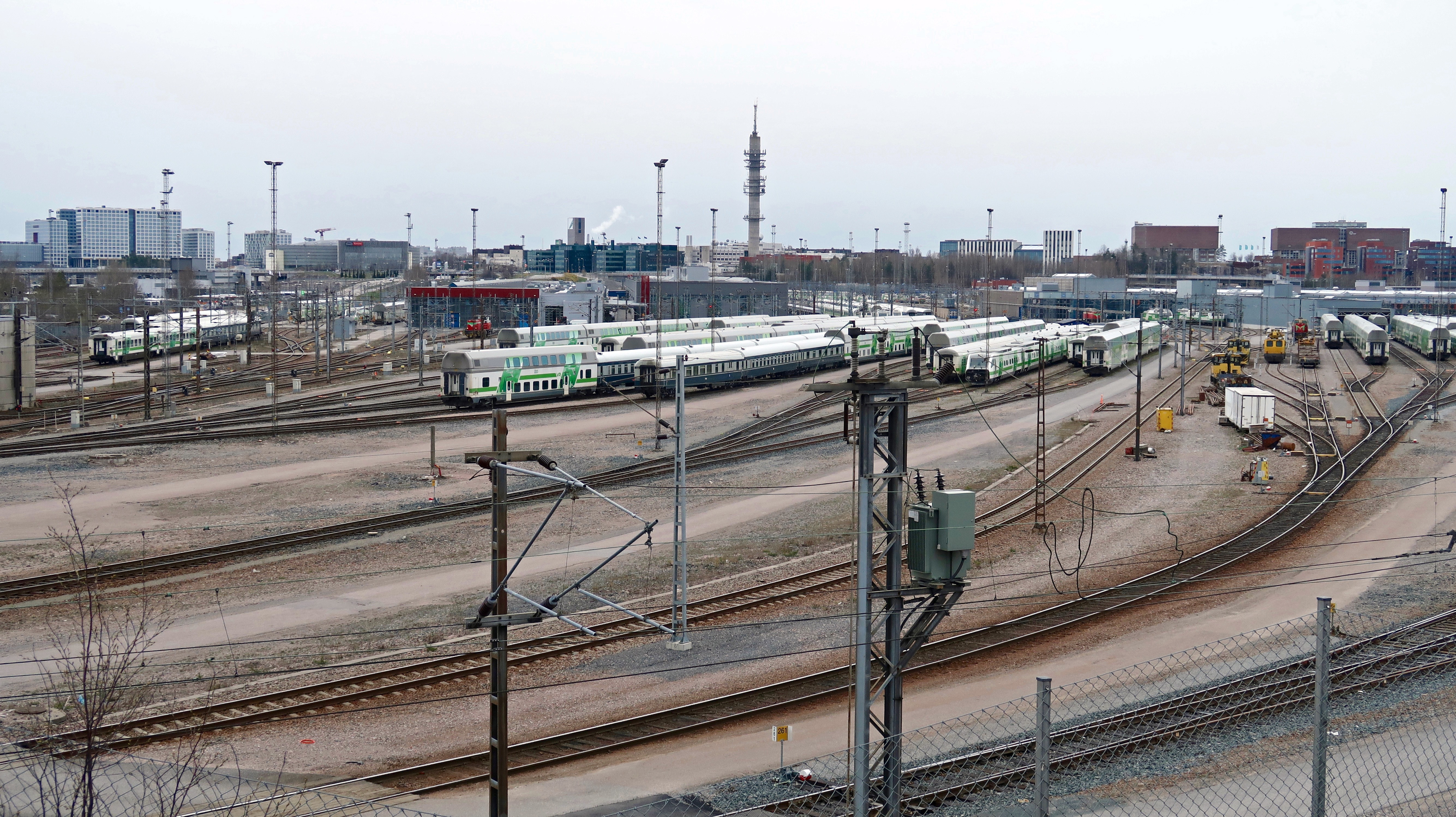
Вид на депо з мосту Ветурітіє, дивлячись на південь у напрямку Пасіла

Вся територія депо займає приблизно 60 га і містить 65 км колій. 
Колії контролюються системою централізації, яка складається з 210 стрілок. 
Депо також містить 5,5 га теплих складських приміщень. 

Депо складається з двох вагонних залів та локомотивних депо. 
Новіший зал призначений для блоків VR класу Sm3 і Sm6 Пендоліно, останні з яких використовувалися виключно на рейсах Allegro до Санкт-Петербурга. 
Тягові депо розташовані у локомотивних і приміських депо.
До депо можна потрапити з двох напрямків: з півдня через пару колій, які відходять від магістралі на станції Ілмала ; і з півночі через три колії, які розходяться на станції Кяпюля. 
Нижче депо службовий тунель з’єднує різні зали з автозаправною станцією на Ветурітіє.
Одночасно з будівництвом міської залізниці Леппяваара було побудовано пару колій, що сполучають південний кінець депо із залізничною лінією Гельсінкі-Турку на станції Ільмала.